# Epirrhoe eulampa
Epirrhoe eulampa är en fjärilsart som beskrevs av Kautz 1922. Epirrhoe eulampa ingår i släktet Epirrhoe och familjen mätare. Inga underarter finns listade i Catalogue of Life.